# Копанцево
Копанцево — деревня в Увельском районе Челябинской области России. Входит в состав Хомутининского сельского поселения.

## География
Деревня находится в восточной части Челябинской области, в лесостепной зоне, к северу от озера Солёного, на расстоянии примерно 4 километров (по прямой) к северо-северо-востоку (NNE) от посёлка Увельского, административного центра района. Абсолютная высота — 235 метров над уровнем моря.
Часовой пояс
Деревня Копанцево, как и вся Челябинская область, находится в часовой зоне МСК+2. Смещение применяемого времени относительно UTC составляет +5:00.

## Население
| 2002 | 2010 |
| ---- | ---- |
| 159  | ↗172 |

Гендерный состав
По данным Всероссийской переписи населения 2010 года в гендерной структуре населения мужчины составляли 45,3 %, женщины — соответственно 54,7 %.
Национальный состав
Согласно результатам переписи 2002 года, в национальной структуре населения русские составляли 85 %.

## Улицы
Уличная сеть деревни состоит из четырёх улиц.